# خوش‌چوپان‌لی (ایمیشلی)
خوش‌چوپان‌لی (به ترکی آذربایجانی: Xoşçobanlı) یک منطقهٔ مسکونی در جمهوری آذربایجان است که در شهرستان ایمیشلی واقع شده‌است. خوش‌چوپان‌لی ۱٬۲۸۱ نفر جمعیت دارد.

## دین
در مسجد جامع خوش‌چوپان‌لی یک هیئت مذهبی وجود دارد.